# Torre dei Bagnesi
La torre dei Bagnesi si trova in via de' Neri 25r, nel centro storico di Firenze.

## Storia e descrizione
La famiglia dei Bagnesi era originaria di Bagno di Montici, da cui prese il cognome. Essi avevano alcune case nella zona attorno alla chiesa di San Remigio (all'interno della quale è ancora scolpito uno stemma di famiglia con due fasce orizzontali) e nel quartiere di San Pier Scheraggio, comprendente anche l'attuale via de' Neri. In via de' Neri, all'11 si trova un palazzetto ricordato con un'arme dei Bagnesi (non più presente) e all'attiguo 25 rosso si vedono i resti di un fabbricato inglobati, consistenti in una porta alta e stretta sormontata da un architrave monolitico con ghiera a sesto acuto (affiancata da un ampio arco fra pilastri di pietra concia). Qui è stata identificata la trecentesca torre della famiglia dei Bagnesi. Altri edifici della casata erano al n. 15 e al 25 (palazzo Bagnesi). Proprio in questa zona, nella Firenze medioevale, il nome della famiglia era stato conferito a quella che è l'odierna via della Mosca.
Sempre nell'edificio che adesso ingloba queste preesistenze, in un pilastro d'angolo, è uno scudo con l'arme dei Niccolini Sirigatti del quartiere di Santa Croce, gonfalone Ruote (d'azzurro, al leopardo illeonito d'argento, e alla banda diminuita attraversante di rosso, il tutto abbassato sotto il capo cucito d'Angiò), con un'iscrizione entro cartiglio datata 1612.
| IOANNES NICOLINVS ANGELI CARD: F · DOMVM HANC LEGAVIY FRATRIBVS S.TÆ CRVCIS PRO DOTE CAPPELLÆ A SE CONSTRVCTÆ FRANC · S ABB · V · S · REFER · S ET PHILIPPVS FF · CONSIGNARVNT DIE XXV · MEN · IVN · ANNO D · MDCXII · |

Traduzione: "Giovanni Niccolini figlio del cardinale Agnolo legava questa casa ai frati di Santa Croce per la dote della cappella per sé costruita, ai suoi referenti Francesco quinto abate e Filippo fu consegnata il giorno 25 del mese di giugno anno del Signore 1612".

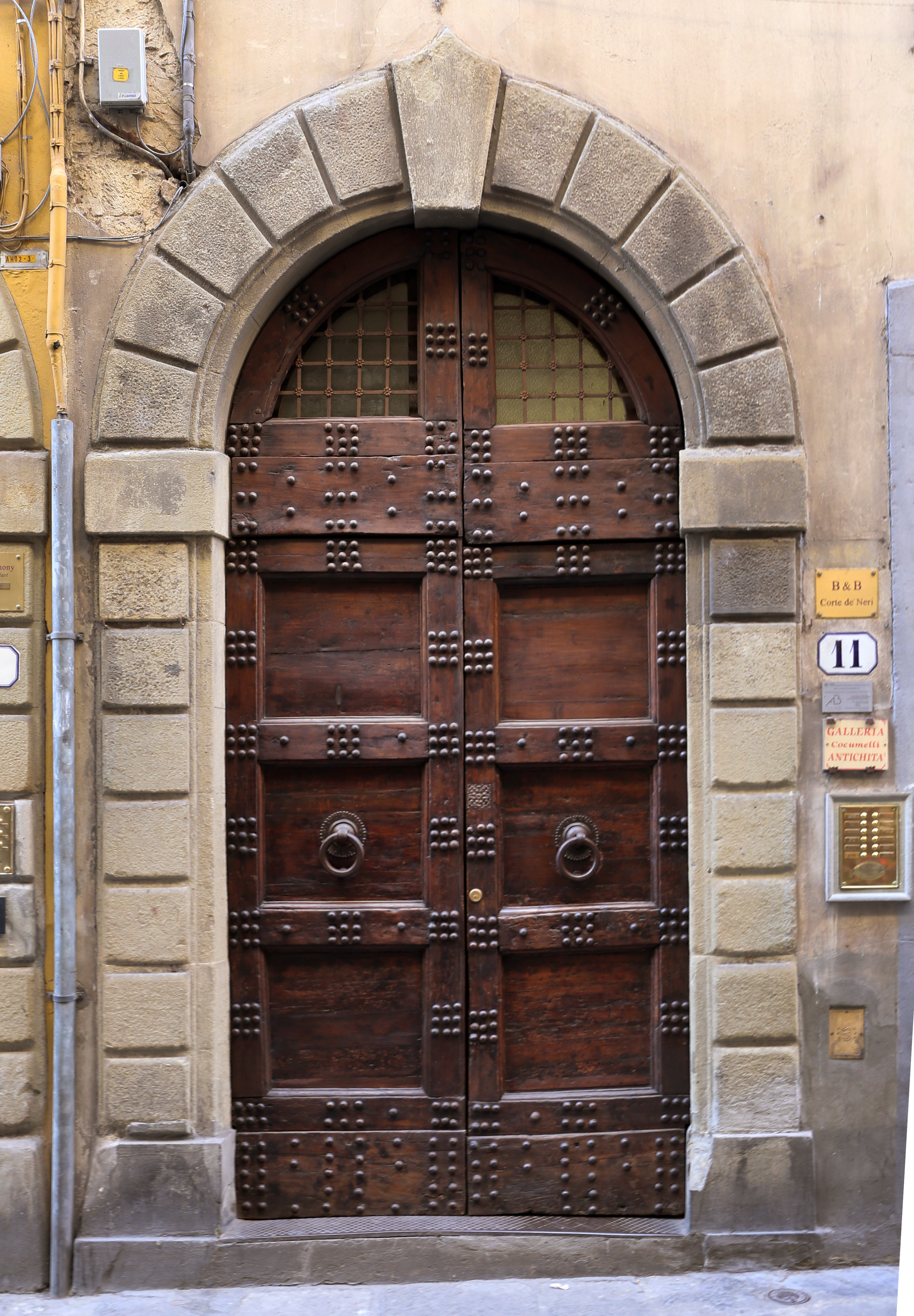
Il portale al n. 11

Accanto alla torre, al n. 11, si trova la cosiddetta casa dei Bagnesi, a proposito della quale scrisse così Marcello Jacorossi (Palazzi 1972): "Antico palazzetto, purtroppo ridotto a carattere moderno. Fu uno dei più antichi possessi dei Bagnesi, che qui avevano il loro ceppo. Sulla porta, un complicato stemma moderno dei Bagnesi". Lo stemma oggi non è più presente, per quanto sul portone resti traccia degli arpioni che lo sostenevano. Oltre l'androne (si noti la bella porta chiodata con anelli) si accede ad un contenuto cortile segnato da due colonne ioniche, attualmente coperto. Nell'ambiente che oggi si apre sulla via ad uso di esercizio commerciale sono vari peducci scolpiti di buona qualità. 

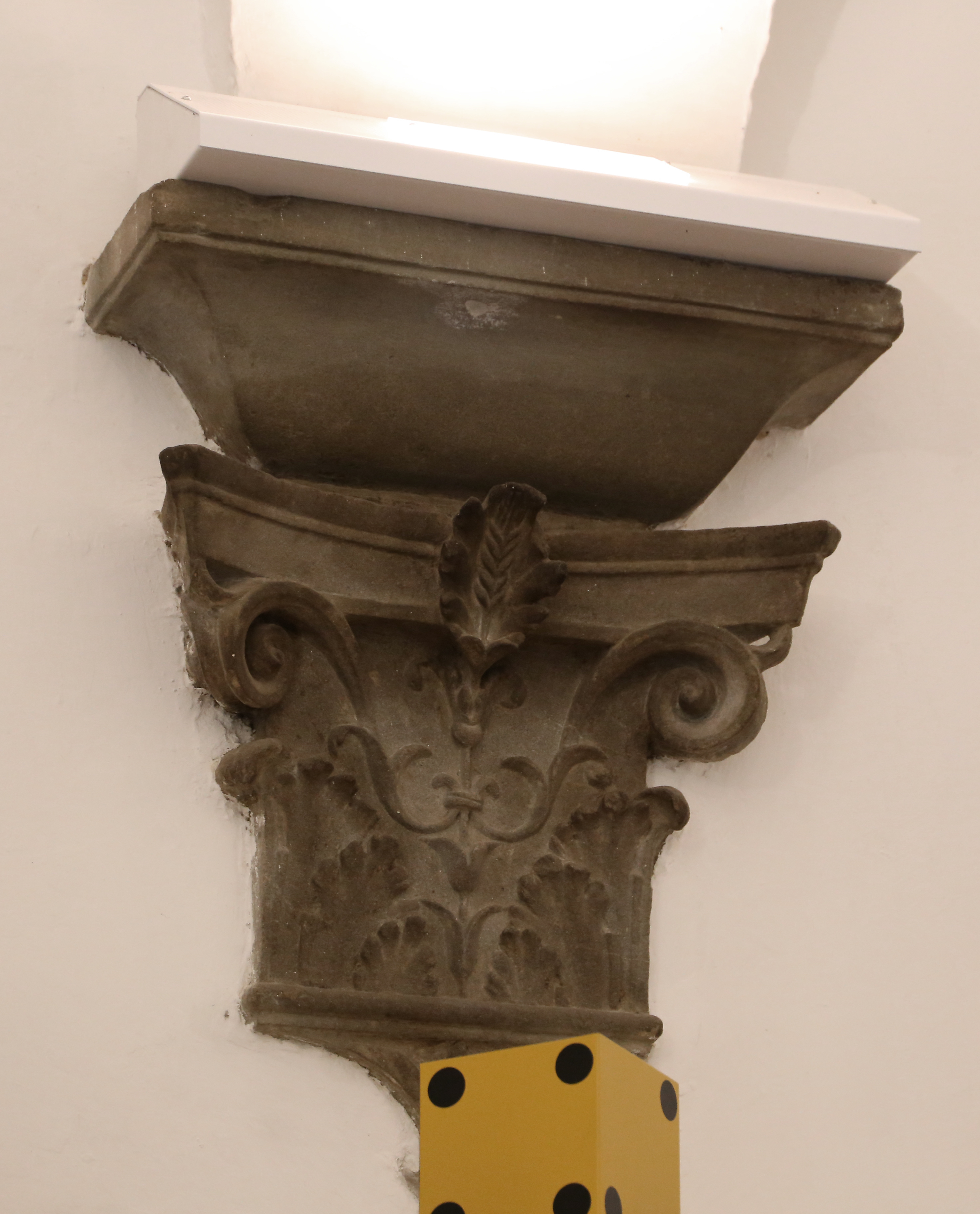
Uno dei peducci del piano terra
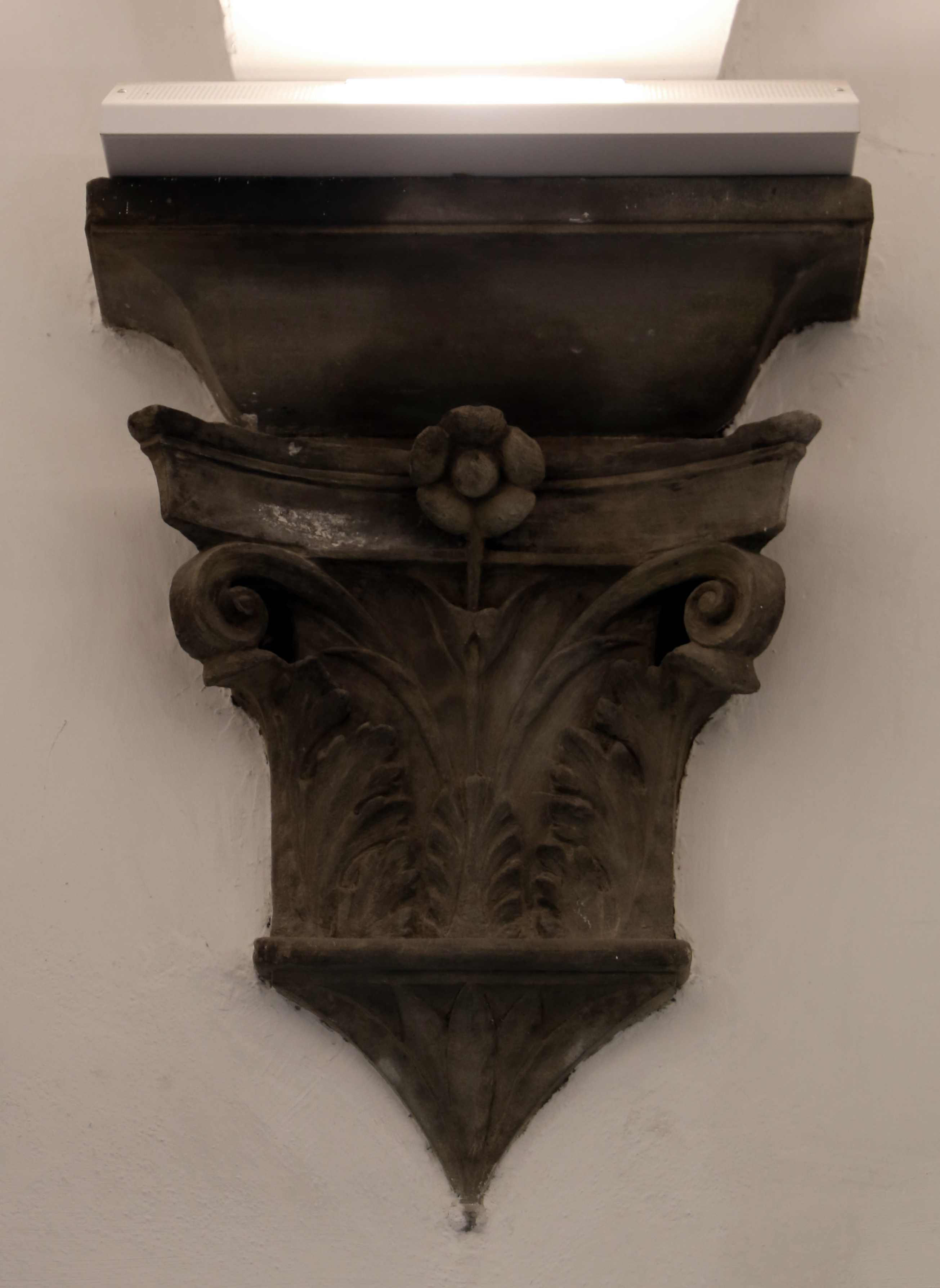
Uno dei peducci del piano terra